# Unione dei comuni Terre delle Colline
Le Terre di Collina sono un'unione dei comuni, appartenenti alla Provincia di Caltanissetta.
I Comuni ne fanno parte:
- Bompensiere
- Delia
- Milena
- Montedoro
- San Cataldo
- Serradifalco